# La Guarguera
La Guarguera (en aragonés A Guarguera) es una comarca natural del Prepirineo aragonés, dentro del Alto Gállego en la provincia de Huesca y cruzada longitudinalmente por el río Guarga, curso fluvial da nombre a esta zona. Históricamente recibió el nombre de Serrablo o Sarrablo.

## Geografía

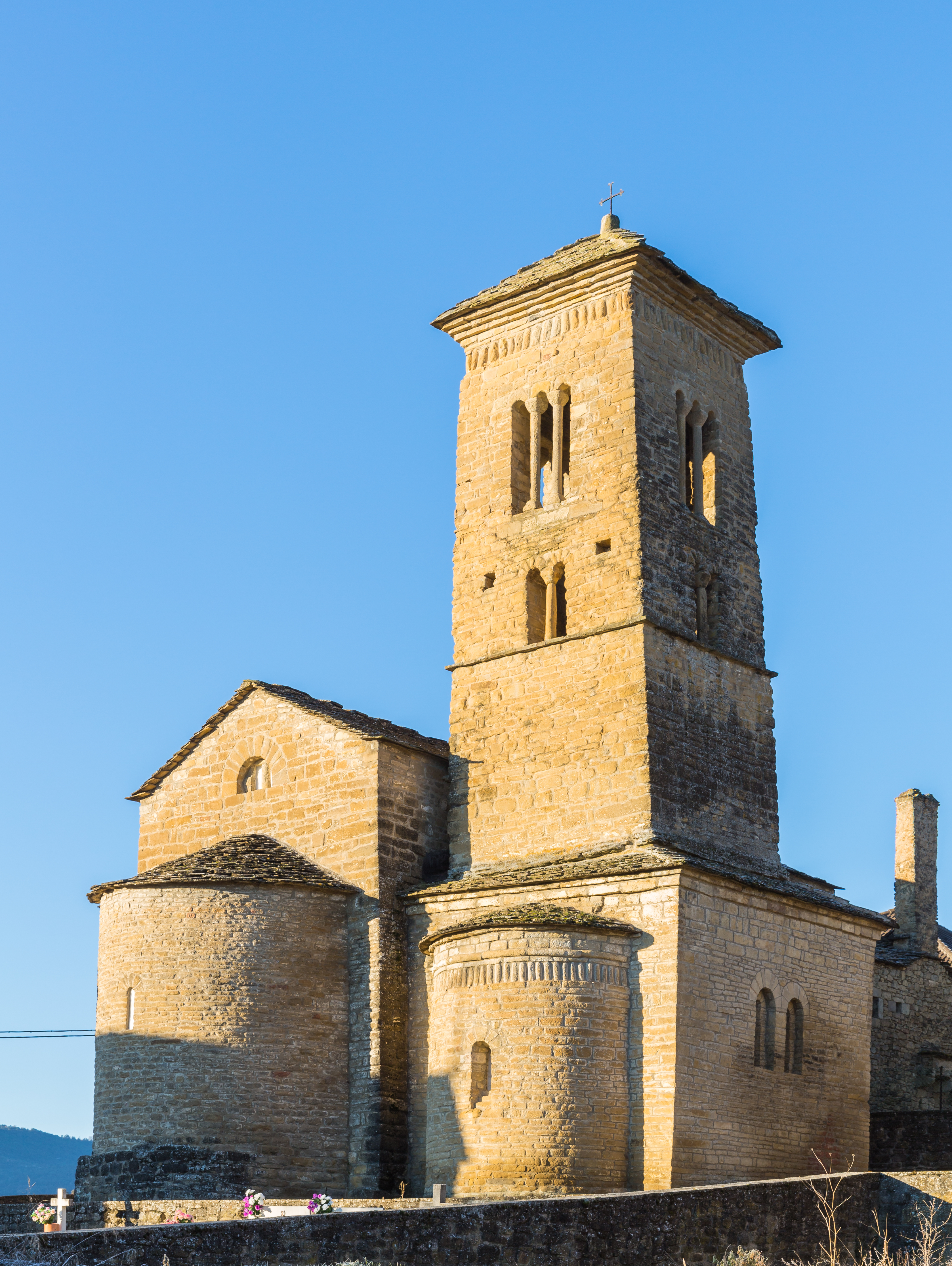
Iglesia de San Pedro, Lasieso

Junto con Sobrepuerto es uno de los lugares más despoblados de Aragón y de Europa. Se encuentra situado en la depresión media intrapirenaica, entre las primeras sierras prepirenaicas y el Pirineo axial. Se extiende sobre una superficie de unos 200 kilómetros cuadrados y cuenta con menos de doscientos habitantes actualmente. Casi todas las localidades, tanto pobladas como despobladas, pertenecen a día de hoy al municipio de Sabiñánigo.
La comunicación por carretera está vertebrada por la A-1604, cuyo mantenimiento y falta de mejora ha quedado repetidamente reflejado en las quejas de las vecinas y vecinos del valle. Dicha carretera comienza al final de la vertiente norte del puerto de Monrepós (N-330), transcurriendo casi en paralelo al Guarga, pasando por el Puerto de Serrablo y finalizando en Boltaña.

## Historia

### Edad Antigua y Media
La casi totalidad de las aldeas que pueblan la Guarguera son de fundación medieval, ya que esta zona fue fuertemente repoblada por los cristianos aragoneses en plena expansión del Condado de Aragón durante la reconquista en la Alta Edad Media, cuyas poblaciones dieron nombre a las familias de infanzones que adquirieron los apellidos topónimicos por sus orígenes como los Aineto, o los Villacampa.

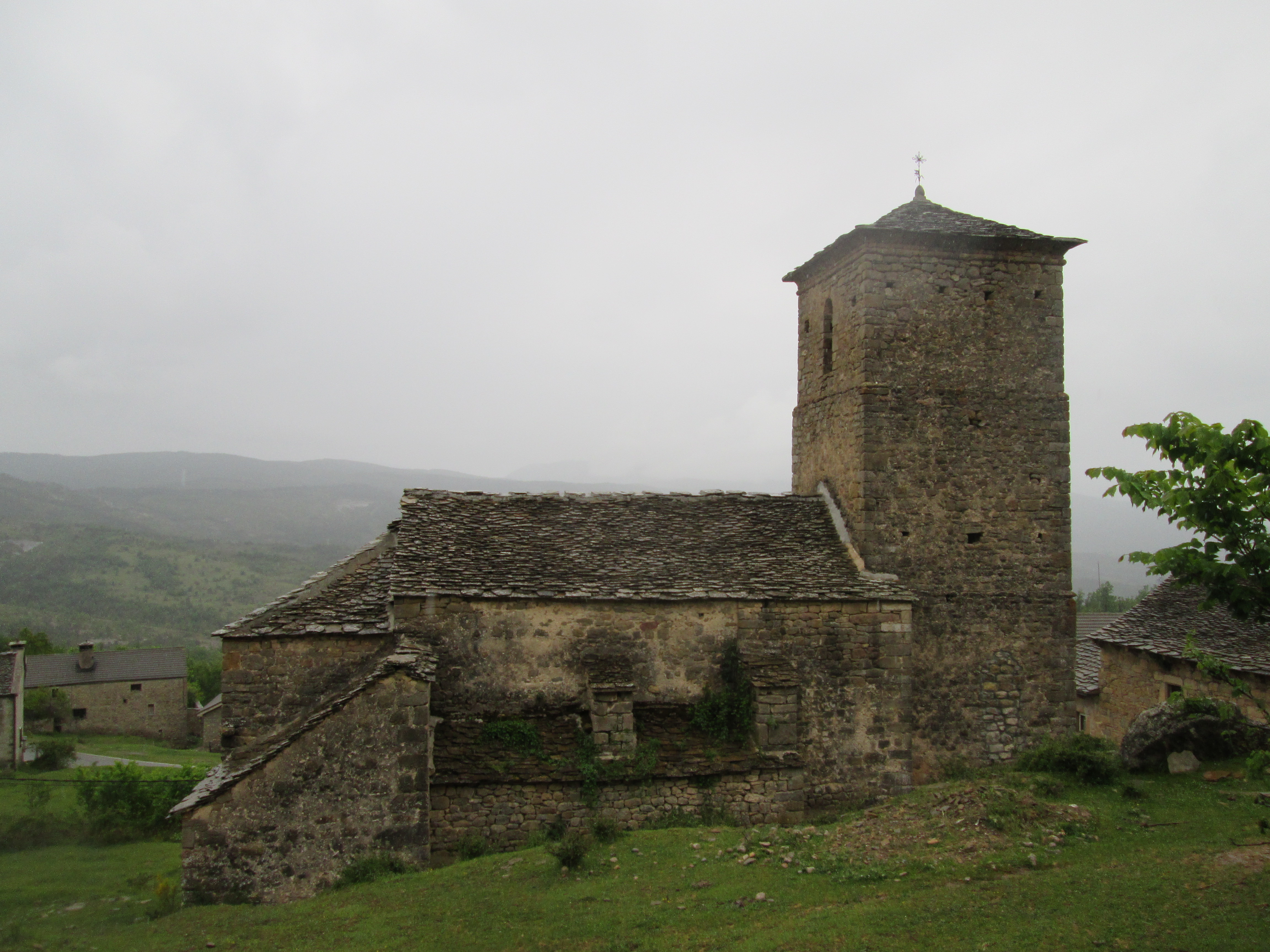
Iglesia de Laguarta.

### Edad Moderna y Contemporánea
Este valle fue durante las épocas posteriores pasando entre el aislamiento y la supervivencia con actividades económicas primarias como la ganadería, la agricultura de subsistencia, y el comercio básico entre el valle o comarcal, con muchas limitaciones. Con la llegada de la revolución industrial y las comunicaciones modernas estas zonas, que siempre habían tenido poca población, no tuvieron ningún desarrollo de dichas actividades, siendo cada vez menos incluso un lugar de paso o tránsito de mercancías, por lo extenso de su territorio y lo poco evolucionado económicamente. Así llegados al siglo XX, fue perdiendo población hasta que a mediados del mismo, y recuperado el país de la Guerra Civil, se dio lugar al desarrollismo de los polos industriales, motivando el conocido éxodo rural, que supuso una sentencia para la firme despoblación del valle. Una vez abandonados casi todos los pueblos y aldeas, fue el Patrimonio Forestal del Estado el que se convertiría en el propietario de gran parte de los terrenos del valle. Tras la desarticulación del ICONA, que cedería estas propiedades a la Diputación General de Aragón, en los años 1980 se recibieron iniciativas de repoblación de los núcleos para rehabilitarlos y facilitar la llegada de nuevos lugareños.
Su abandono en infraestructuras se hace patente con estos ejemplos: solo en tiempos recientes ha llegado la electrificación del valle (año 2000 aprox.) y hay pueblos, como Lasaosa, que han recibido alcantarillado entre los años 2009-2011. A mediados del 2020 hay frecuentes caídas de tensión eléctrica y de cobertura móvil.
Hay constituida una asociación en defensa del patrimonio y de los pobladores del valle conocida con el nombre de Guarguera Viva.

## Patrimonio cultural

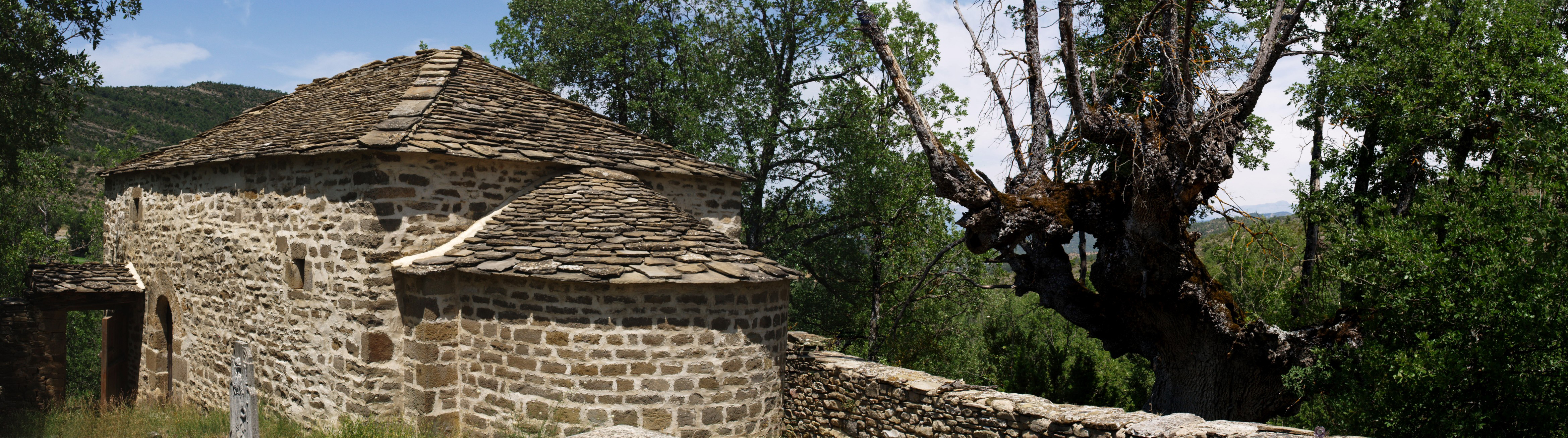
Ermita de Belarra.

La Guarguera es una zona que prácticamente se cuadra con el mismo Serrablo o una parte de éste, zona del Pirineo aragonés con una gran concentración de iglesias y ermitas de románicas. Su lengua propia es el aragonés serrablés, hoy muy castellanizado.

## Patrimonio natural

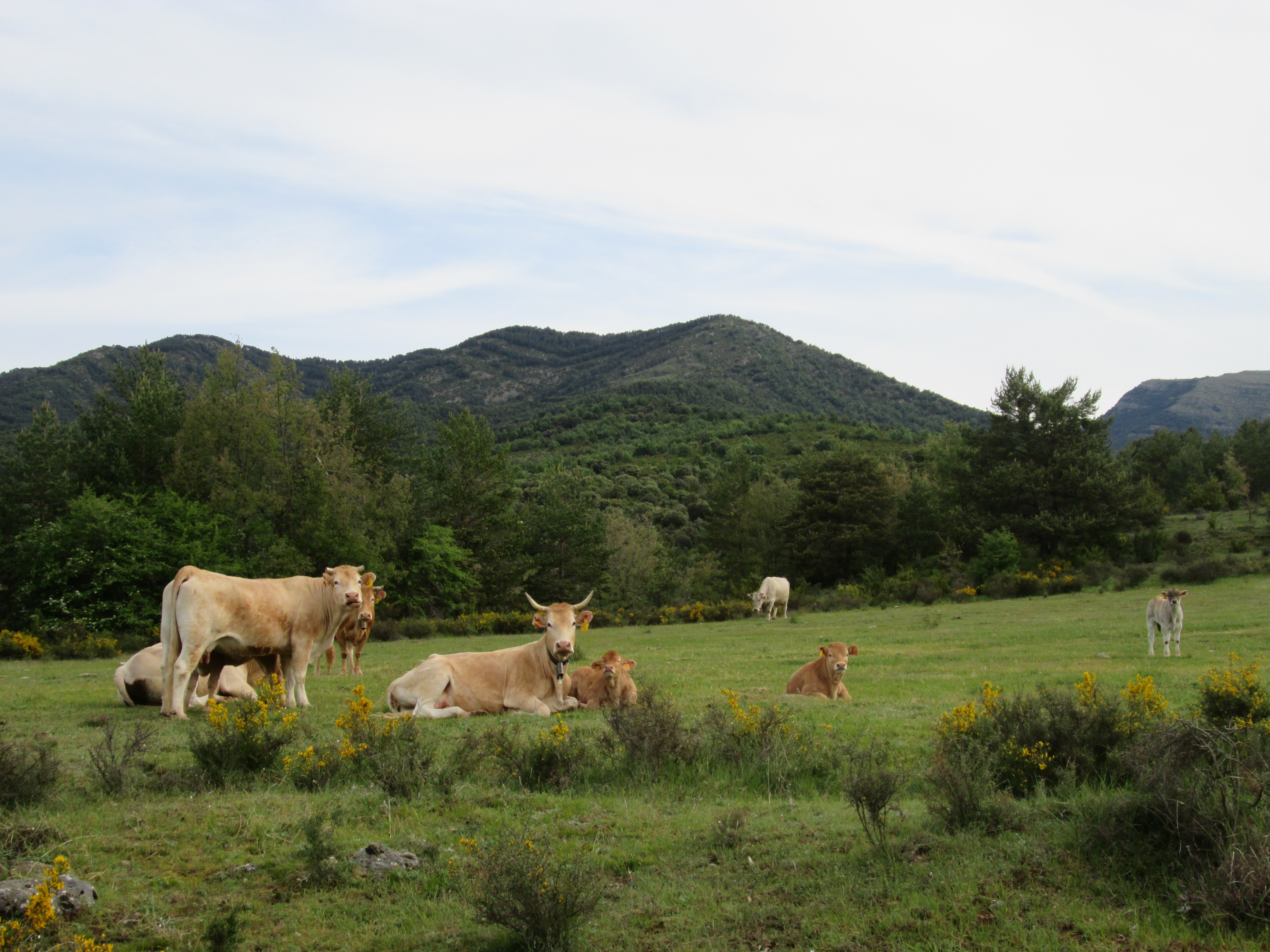
Ganadería extensiva en Gillué.

Entre las peculiaridades de la Guarguera cabe mencionar que es un entorno que ha ido cambiando poco a poco respecto al paisaje, pues el la principal labor que realizaban los pobladores de este valle era la dedicación a la ganadería, principalmente ovina, que modelaba el paisaje, siendo en su mayoría más poblado por pastos, que lo que es en la actualidad. Con el paso de los años y el despoblamiento de los lugares habitados, el estrato arbóreo fue recuperándose, dando lugar a una zona más boscosa, hecho también favorecido por la propiedad del ICONA durante los años posteriores.

## Pueblos de la Guarguera

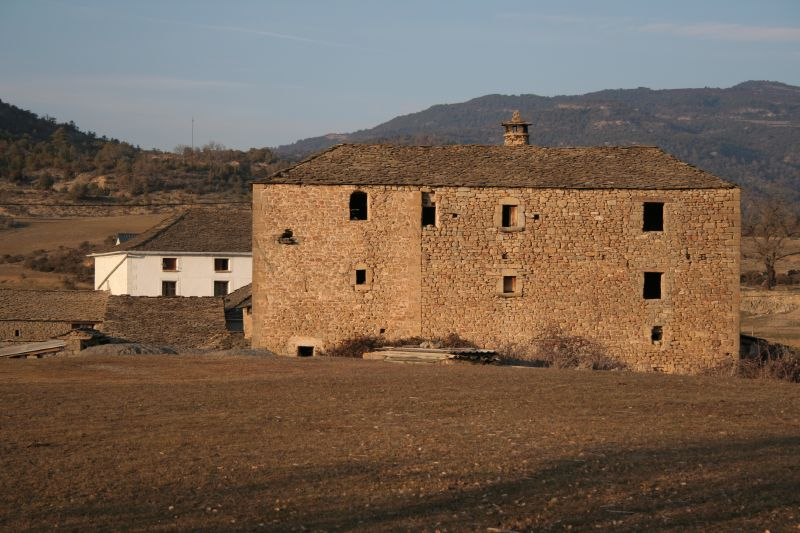
Casa tradicional en Ordovés.

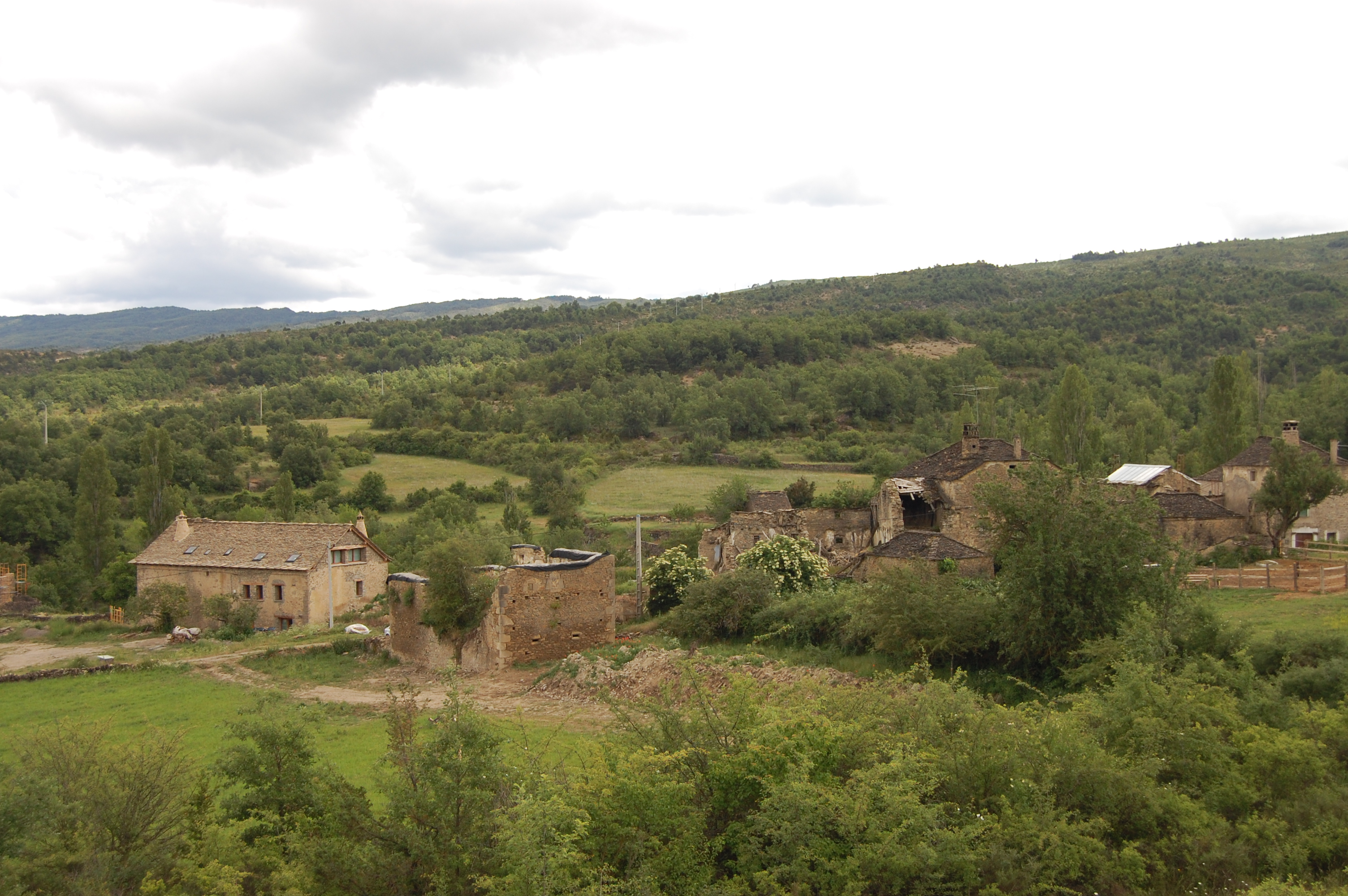
Vista de Lasaosa.

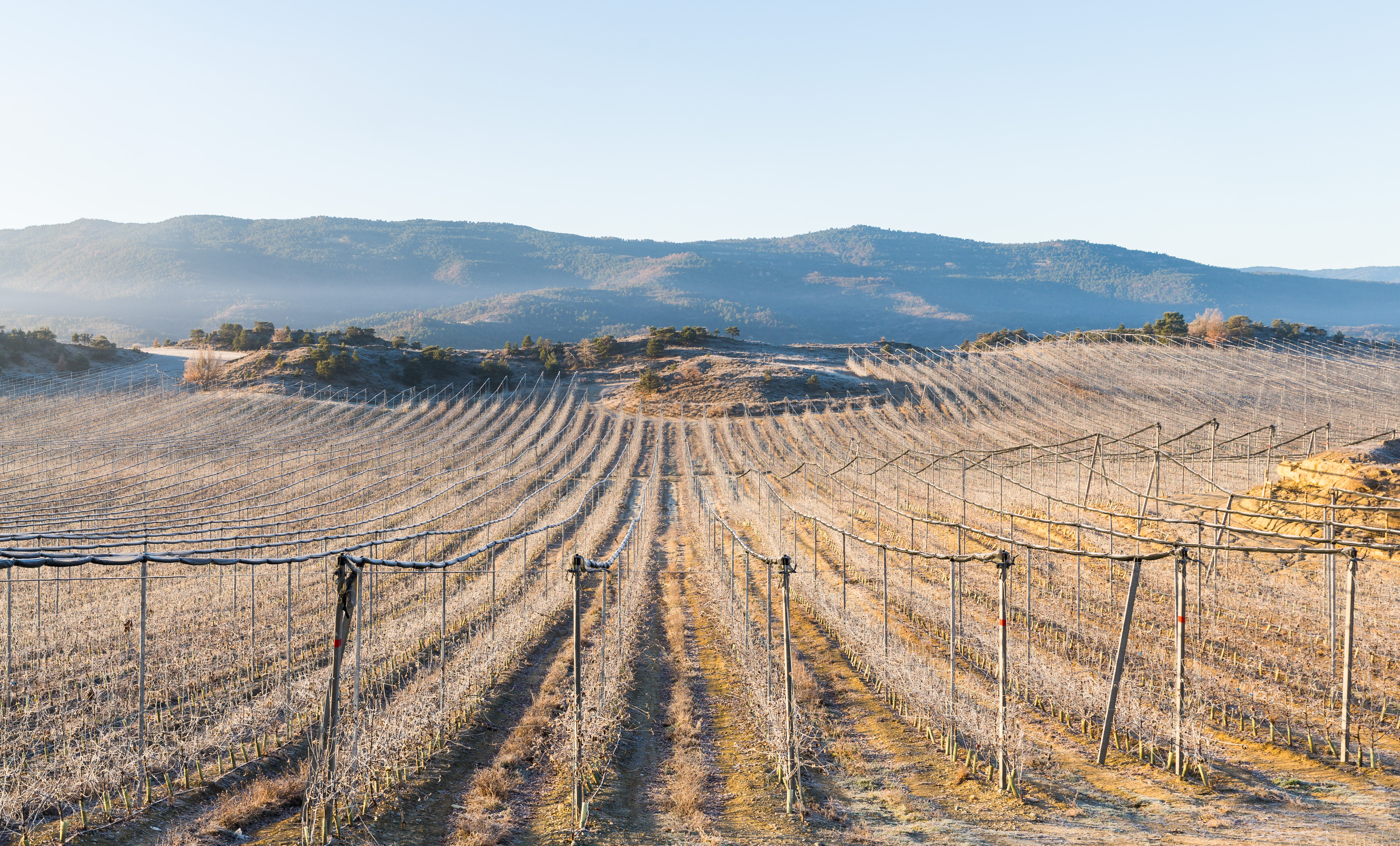
Paisaje invernal de viñedos junto a Castillo de Lerés.

- Abenilla
- Aineto
- Artosilla
- Arraso
- Arruaba
- Atós Alto
- Azpe
- Belarra
- Bescós
- Cañardo
- Castiello de Guarga
- Castillo Lerés
- Ceresola
- Fenillosa
- Gésera
- Gillué
- Grasa
- Hostal de Ipiés
- Ibirque
- Ipiés
- Laguarta
- Lanave
- Lasieso
- Lasaosa
- Molino Escartín
- Molino Villobas
- Ordovés
- San Esteban de Guarga
- Secorún
- Solanilla
- Villacampa
- Yéspola